# Fritz von Borries
Fritz von Borries (geboren 2. Dezember 1892 in Einbeck; gestorben 23. September 1983 in West-Berlin) war ein deutscher Komponist, Kapellmeister und Musikpädagoge.

## Leben

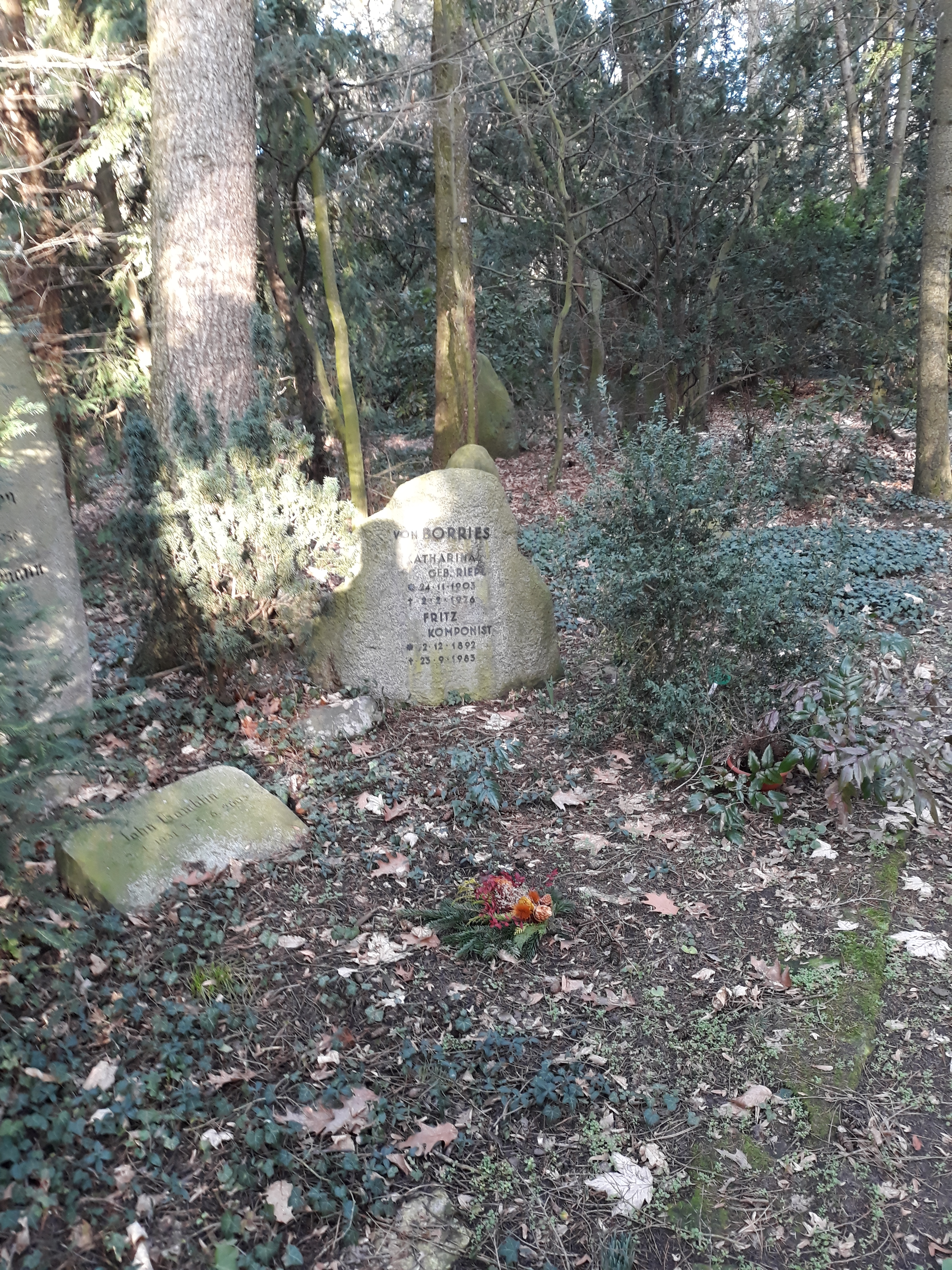
Grab auf dem Parkfriedhof Lichterfelde (2020)

Fritz von Borries war Sohn eines Rittergutsbesitzers und wuchs ab 1896 in Altenburg auf, wo er 1911 das Abitur am Friedrichgymnasium ablegte.
Danach studierte er bis Juli 1912 am Konservatorium Leipzig, u. a. Komposition bei Max Reger, Dirigieren und Partiturspiel bei Hans Sitt und Klavier bei Adolf Ruthardt. 1913/14 studierte er an der Münchener Akademie der Tonkunst, 1914 wurde er Schüler bei Max Reger. Von Borries war Soldat im Ersten Weltkrieg und studierte ab Dezember 1918 bei Max von Schillings und Eduard Mörike. Er erhielt 1920 eine Stelle als Kapellmeister am Theater Plauen, 1921 am Stadttheater Herne und 1922 am Reußischen Theater Gera. Danach arbeitete er freiberuflich in Berlin und war von 1927 bis 1933 Lehrer für Stilbildung am Klindworth-Scharwenka-Konservatorium. Zum 1. Oktober 1930 trat er der NSDAP bei (Mitgliedsnummer 334.068).
1936/37 hatte von Borries einen Lehrauftrag an der Hochschule für Musik Berlin und war von 1936 bis 1938 Fachschaftsleiter in der Reichsmusikkammer. 1937 brachte er seine Oper „Magnus Fahlander“ in Düsseldorf zur Uraufführung und danach an 10 weiteren Bühnen, die Oper wurde 1944 verboten. Von Borries wurde 1938 Referent für Personalangelegenheiten in der Abteilung Musik des Reichspropagandaministeriums und stellvertretender Leiter der Reichsmusikprüfstelle im Rang eines Oberregierungsrats, die, in von Borries Worten, „unerwünschte und schädliche Musik“ der Zensur unterwarf.
Nach Kriegsende wurde von Borries in Altenburg entnazifiziert, wurde aber im Februar 1946 durch die sowjetische Besatzungsmacht in Hohenschönhausen und dann im Speziallager Sachsenhausen inhaftiert. Im Lager Sachsenhausen steuerte er im Häftlingstheater die Bühnenmusik zu einer Inszenierung von Goethes Faust unter der Leitung von Heinrich George bei.
Von Borries wurde 1950 aus der Haft entlassen und war danach freischaffender Komponist und Musikdozent in West-Berlin.

## Werke (Auswahl)
- Magnus Fahlander : Oper in 3 Akten. Berlin : Birnbach, 1940
- Die Reichsmusikprüfstelle und ihr Wirken für die Musikkultur, in: Jahrbuch der deutschen Musik 1944, S. 49–55
- Grundlagen der Stimmtechnik : Der Weg zum Belcanto. Berlin : AFAS, 1956